# Nominativ
Nominativ (zkratka NOM, z lat. nominativus [casus] od nominare = nazývat, česky též názevník, jmenovatel či jmenovník) je mluvnický pád vyjadřující základní, slovníkový tvar (lemma) skloňovaného jména.
V mnoha jazycích včetně češtiny se nominativ označuje jako 1. pád.

## Nominativ v češtině
Nominativu přísluší pádová otázka kdo, co?.
V češtině se nominativem (1. pádem) vyjadřuje:
- podmět (muži jdou)

a také větný člen, který se s podmětem shoduje, tj.:
- jmenný přísudek (otec je horník),
- doplněk (chodí bos),
- přívlastek (obec Písek),
- přístavek (Petr Bezruč, básník) a
- příslovečné určení (jeho známá se jmenuje Jolana).

Kromě toho se nominativ používá tam, kde vyjadřuje název něčeho přívlastkem, který se neshoduje v ostatních pádech s určovaným jménem (v kraji Vysočina, o knize Babička, v deníku Právo). Takto užitému 1. pádu říkáme nominativ jmenovací. V některých případech si může shodný sklonný přívlastek s nesklonným nominativem jmenovacím konkurovat (v ulici Rambuskově nebo v ulici Rambouskova, ve městě Roudnici nebo ve městě Roudnice), deflektivizační tendence v češtině sílí pod vlivem angličtiny i pod vlivem formalizace a komputerizace vlastních jmen. V některých případech je však možná jen jedna možnost(ve čtvrti Jižní Město, nikoliv ve čtvrti Jižním Městě; vidím paní Novákovou, nikoliv vidím paní Nováková).
Nominativ se vyskytuje také v jednočlenných větách jmenných (Letadlo!), zejména pak v nápisech (Radnice, Východ), nadpisech (Nominativ) a titulech (Psohlavci).

### Konkurence nominativu a instrumentálu
Ve vazbách přísudku jmenného se sponou si nominativ a instrumentál konkurují. Platí následující pravidla:
- Pokud je sponou samostatné přídavné jméno, po slovese být se vždy používá nominativ: Matka je nemocná. Po slovese stát se se obvykle používá instrumentál: Karlův most se stal světoznámým. Nominativ je v tomto případě přípustný, ale užívá se výjimečně.
- Pokud je sponou podstatné jméno, užívá se po slovese stát se vždy instrumentál.
- Pokud je sponou podstatné jméno, užívá se po slovese být instrumentál tehdy, pokud je daný příznak platný pouze dočasně, aktuálně – zejména pokud jde o povolání, vykonávanou činnost: Otec je učitelem. Instrumentál se také často používá v odborném stylu pro zdůraznění rozdílu mezi podmětem věty a sponou: Vzorce jsou jen formálně jiným zápisem. Nominativ se používá, pokud je daný příznak považován za trvalý: Je to lhář! Pes je přítel člověka. Otec je dobrý učitel. Protože pravdivost lze považovat za trvalou hodnotu, je možné často užívanou vazbu: Je pravdou, že... považovat za chybnou.
- Pokud je sloveso být spojeno se slovesem fázovým nebo modálním, obvykle se u podstaných jmen užívá instrumentál: Přestal být dobrým učitelem. Chtěl bych být medvídkem.

## Nominativ v němčině
V němčině má nominativ následující funkce:
- podmět – Subjekt (Das Wasser steigt immer noch.)
- jmenný přísudek – prädikativer Nominativ (Hanna ist Journalistin.) a
- oslovení – Anredenominativ (Denise, du hast schon wieder gewonnen.).